# Ada (програмски језик)
Ада је структурални, статички типификовани, императивни, и објектно-оријентисани програмски језик високог нивоа, заснован на Паскалу и другим језицима. Пројектовало га је Министарство одбране САД, крајем седамдесетих година 20. века, са циљем да буде примарни језик овог министарства. Он има уграђену језичку подршку за контрактни дизајн, изузетно снажну типификацију, експлицитну паралелност извршења, синхроно преношење порука, заштићене објекте и недетерминизам. Ада побољшава сигурност и одрживост кода користећи компајлер за проналажење грешака ради редуковања појаве грешака током извршавања. Ада је међународни технички стандард који су заједнички дефинисали Међународна организација за стандардизацију (ISO) и Међународна електротехничка комисија (IEC). Према подацима из 2020. године, стандард, који се неформално назива Ада 2012, је ISO/IEC 8652:2012.
Занимљиво је да је назив дат по Ејди Бајрон, грофици од Лавлејса, која се често наводи као Ада, кћерки енглеског песника лорда Бајрона и Анабеле Милбанк. Бавећи се математиком, Ејда се, као асистенткиња Чарлса Бабиџа, заинтересовала за пројекат аналитичке машине, која се сматра првим механичким рачунаром у деветнаестом веку, а Ејда првим програмером.

## Историја
Ада је дизајнирана као одговор на захтев да се направи заједнички језик вишег нивоа за све одбрамбене апликације. У такмичењу за нови језик победио је тим Jean Ichbiah-a u "Honeywell Bull"-u.
Ада је ANSI i ISO стандард (Reference Manual for the Ada Programming Language,
ANSI/MIL-STD-1815A-1983)
Такође Ада претходи открићу објектно оријентисаног дизајна. Међутим она подржава многе стратегије ОО дизајна и пружа подршку за констуркцију апстрактних типова податка (објектно оријентисана Ада - "Ada 95").
Битно својство Ада језика је "multitasking" или "multithreading". "Multitasking" омогућава мултипрограмирање једном кориснику тако што му омогућава истовремено извршавање већег броја програма.
Синтакса је једноставна, конзистентна и читљива. На пример "if x > 0 then y := 0; end if;" дакле, неправилно би било "if x > 0 then y := 0;" завршетак мора бити са "end if;".

## "Hello, world!"
```
with
 
Ada.Text_IO
;

 

procedure
 
Hello
 
is

begin

  
Ada
.
Text_IO
.
Put_Line
(
"Hello, world!"
);

end
 
Hello
;

```

## Дијалекти
Ada 83, Ada 95, Ada 2005

## Утицаји
ALGOL 68, Pascal, C++ (Ada 95), Smalltalk (Ada 95), Java (Ada 2005)
Програмски језик Ада на: C++, PL/SQL, VHDL